# Mafra
Mafra – miejscowość w Portugalii, leżąca w dystrykcie Lizbona, w regionie Lizbona, w podregionie Grande Lizbona. Miejscowość jest siedzibą gminy o tej samej nazwie.

## Krótki opis
Miejscowość położona jest 28 km na północny zachód od Lizbony. Jest znana głównie z barokowego  zespołu pałacowo-klasztornego (Pałac w Mafrze), wybudowanego za panowania Jana V. Historia powstania i budowy kościoła i klasztoru w Mafrze jest kanwą powieści Baltazar i Blimunda, napisanej przez portugalskiego laureata Nagrody Nobla Jose Saramago. Innymi miejscami wartymi odwiedzenia są: Tapada Nacional de Mafra oraz zwierzyniec.

## Demografia
| Liczba ludności gminy Mafra (1801–2011) | Liczba ludności gminy Mafra (1801–2011) | Liczba ludności gminy Mafra (1801–2011) | Liczba ludności gminy Mafra (1801–2011) | Liczba ludności gminy Mafra (1801–2011) | Liczba ludności gminy Mafra (1801–2011) | Liczba ludności gminy Mafra (1801–2011) | Liczba ludności gminy Mafra (1801–2011) | Liczba ludności gminy Mafra (1801–2011) | Liczba ludności gminy Mafra (1801–2011) |
| --------------------------------------- | --------------------------------------- | --------------------------------------- | --------------------------------------- | --------------------------------------- | --------------------------------------- | --------------------------------------- | --------------------------------------- | --------------------------------------- | --------------------------------------- |
| 1801                                    | 1849                                    | 1900                                    | 1930                                    | 1960                                    | 1981                                    | 1991                                    | 2001                                    | 2004                                    | 2011                                    |
| 4 200                                   | 10 734                                  | 25 021                                  | 29 750                                  | 35 739                                  | 43 899                                  | 43 731                                  | 54 358                                  | 62 009                                  | 76 685                                  |

## Sołectwa
Sołectwa gminy Mafra (ludność wg stanu na 2011 r.)
- Azueira – 3164 osoby
- Carvoeira – 2155 osób
- Cheleiros – 1347 osób
- Encarnação – 4798 osób
- Enxara do Bispo – 1740 osób
- Ericeira – 10 260 osób
- Gradil – 1226 osób
- Igreja Nova – 3037 osób
- Mafra – 17 986 osób
- Malveira – 6493 osoby
- Milharado – 7023 osoby
- Santo Estêvão das Galés – 1709 osób
- Santo Isidoro – 3814 osób
- São Miguel de Alcainça – 1764 osoby
- Sobral da Abelheira – 1152 osoby
- Venda do Pinheiro – 8146 osób
- Vila Franca do Rosário – 871 osób